# José de Vaquedano
José de Vaquedano (Puente la Reina, 1 de març de 1642 - Santiago de Compostel·la, 17 de febrer de 1711) fou un mestre de capella i compositor navarrès.

## Biografia
De petit fou alumne de Simón Huarte Arrizabalaga, mestre de capella de la seva ciutat natal, qui descriu al seu alumne com "un deixeble meu que ha cantat de tiple, molt destre tant en cant com en contrapunt". Durant la primavera del 1663 buscà col·locació com a cantor a diverses ciutats del País Basc, i fracassats els intents viatjà a Castilla, on tampoc trobà lloc.
Estudià composició a Madrid amb el mestre de capella del convent de la Encarnació Matías Ruiz. El succeí com a interí o substitut després de la seva mort fins al 1680, quan el capítol de la catedral de Santiago de Compostel·la encarregà al degà, que estava a Madrid, que busqués un bon mestre de capella, ja que havia quedat una vacant. Tots els informes del degà recomanaven a Vaquedano, que amb trenta-vuit anys era dels qui més fama tenia dins la cort. Mentrestant, s'havia fet frare trinitari calçat. Fou admès a Santiago el 31 d'agost de 1680, i el salari fou discutit el 2 d'octubre del mateix any i ratificat el 7 de novembre, pel qual guanyaria 800 ducats anuals, una xifra molt alta per a aquella època. Finalment, després de tots els tràmits, entrà al càrrec el 10 de maig de 1681.
Es quedà a Santiago i no es mogué d'allà la resta de la seva vida. Fou molt estimat i venerat pels músics i les autoritats de la catedral de Santiago i complí sempre les seves obligacions: no queda pràcticament ni una sola queixa per part del capítol respecte al seu servei, però en canvi sí queden molts testimonis de l'estima que se li tenia. Per exemple, la confraria de músics de la catedral acordà per unanimitat pagar-li una gran quantitat de diners després de jubilar-se tot i no tenir ja aquest dret, i a més a més el capítol decidí jubilar-lo amb 400 ducats anuals pels molts anys de bon servei que havia aportat a la catedral. Patí malalties i degut a la seva vellesa no pogué treballar més. Fou enterrat en el convent de Mercedàries de la ciutat i les seves composicions foren guardades a la catedral.

## Obres

### Religioses
- Misses: Misa a 8 sobre Ut Sol La Sol La; Misa de batalla; Misa de difuntos
- Oficis: Completas
- Càntics: Magnificat; Nunc dimitiis
- Lamentacions: Aleph. Quomodo sedet sola; Iod. Manum suam misit hostis; Cogitavit Dominus
- Motets i afins: Adiuva nos, Deus; Assumpta est Maria; Regina caelorum; Ecce enim in iniquitatibus; Iubilate Deo; O Crux, ave, spes unica
- Salms: Beatus vir; Dizit Dominus; Domine, ne in furore tuo arguas me; Mirabilia; Miserere

### Profanes
- Villancets: Qué le diré a esta bella zagala; Trers pastorcillos vienen cantando; Alegría, alegría; Despertad, campeón; Peregrino, espera; Oyeron decir dos viejas; Ah del imperio universo; Oíd el estruendo; Sagre, heridas; Con amante adoración; Cuidado, sentidos; Españoles, guerreros; Al armonía y al horror; Suene ese alma del aire; Desprendido va cruzando; Contra los villancicos de Nochebuena; Al ver un infante; El juego de damas; Plaza, afuera; Al viento las banderas
- Instrumentals: Sonata a 3

Obres de José de Vaquedano a l'IFMuC